# پنجره‌های قدرت
«پنجره‌های قدرت» (به انگلیسی: Power Windows) آلبومی از راش است.